# 자그레브
자그레브(크로아티아어: Zagreb, 독일어: Agram 아그람[*], 이탈리아어: Zagabria 자가브리아[*], 라틴어: Zagrabia 자그라비아[*])는 크로아티아의 수도이다. 자그레브는 크로아티아의 북서쪽, 다뉴브 강의 지류인 사바강 변에 위치해 있고, 메드베드니차 산의 남쪽에 위치해있다. 자그레브라는 명칭은 중세에 메마른 지역이었던 이곳을 지나가던 영주가 기사들의 목마름을 해결하기 위해 땅을 파서 우물을 발견했다는 뜻에서 유래한다. 크로아티아어로 자그레브라는 지명과 비슷한 용어인 '자그라비티(zagrabiti)'는 '움푹 퍼내다'라는 뜻이다.
도시의 인구는 2018년 기준 약 80만 명이며, 수도권의 인구는 112만 명 가량으로 크로아티아 최대의 도시이다. 자그레브는 정치적으로 입법 기관과 행정부가 위치한 수도이면서 교통과 산업, 과학과 예술, 경제의 모든 분야가 집중된 크로아티아의 핵심 지역이다. 지형적으로는 헝가리로부터 이어진 파노니안 분지의 남서부 지역에 위치해 있으며, 지정학적으로는 중부유럽과 아드리아 해를 남북으로 잇고, 서유럽과 발칸 반도를 연결하는 요충지이다.

## 역사

### 고대
자그레브의 역사는 고대 로마 시절인 서기 1세기로 거슬러 올라간다. 이 시기 자그레브는 '안다우토니아(Andautonia)'로 불렸으며, 발칸반도 내륙의 요새 도시로 기능하였다. 이후 신대륙과 지리상의 발견 전까지는 발칸반도의 정치, 경제, 사회, 문화의 중심지는 베네치아에서 소아시아를 잇는 아드리아 해안의 두브로브니크, 스플리트, 자다르 등 해당 도시를 중심으로 형성되었고 내륙의 자그레브는 상대적으로 낙후되었다.

### 중세
오늘날 자그레브에는 로마 가톨릭 대주교 관구이며 자그레브의 상징물인 자그레브 대성당(Zagreb Cathedral)이 있다. 자그레브 대성당은 성 스테판 성당(St.Stephen Chapel)으로 불린다. 1094년 헝가리와 라디슬라우스 1세에 의해 건축되기 시작한 자그레브 대성당은 1242년 몽골의 침략으로 파괴되었다가 1263년에 다시 건축되었다.
자그레브가 실제적인 도시로 성장하게 된 것은 중세 크로아티아 왕국이 몰락하고 대신 헝가리의 지배력이 강화된 시기부터이다. 자그레브 대주교가 기록한 1134년 자료에 의하면 중부 유럽의 강력한 가톨릭 국가였던 헝가리가 자그레브를 발칸 유럽의 대표적인 가톨릭 도시로 만들고자 하였다. 당시 자그레브의 서쪽인 그라데쯔(Gradec) 지역에는 상인과 농부가 거주하게 하고, 동부의 카프톨(Kaptol) 지역에는 성직자들을 위한 숙소와 함께 대규모 성당을 세웠다.

### 현대
19세기 당시 헝가리의 지배 아래에서 영주였던 요시프 옐라치치(Josip Jelacic)가 독립을 추진하였다. 그는 1848년 파리 혁명 이후 오스트리아와 헝가리의 지배에서 벗어나도록 노력하였고, 그 결과 1851년 그라데쯔 지역과 자그레브 전체를 통합하여 새로운 도시 계획에 따라 새로운 자그레브를 건설하였다. 오늘날 자그레브 시 중앙 광장의 이름은 그의 이름을 딴 반 옐라치치 광장이며 신시가지와 구시가지를 이어주는 곳이다. 이곳은 1990년대 크로아티아 인들이 유고슬라비아 연방에서 독립을 추진할 당시 시민들이 모인 곳이다. 이탈리아와 인접한 가톨릭 도시이면서, 한편으로는 정교와 이슬람 문화와 접하고 있는 자그레브는 서유럽의 최전선이라고 할 수 있다. 1990년대 유고슬라비아 연방에서 독립과 이어지는 내전의 경험은 자그레브가 서유럽이나 발칸반도의 다른 도시들과는 다른 독특한 문화를 가지게 된 이유이다.

## 주민
| 연도                                             | 인구    | ±%     |
| ------------------------------------------------ | ------- | ------ |
| 1857                                             | 48,266  | —      |
| 1869                                             | 54,761  | +13.5% |
| 1880                                             | 67,188  | +22.7% |
| 1890                                             | 82,848  | +23.3% |
| 1900                                             | 111,565 | +34.7% |
| 1910                                             | 136,351 | +22.2% |
| 1921                                             | 167,765 | +23.0% |
| 1931                                             | 258,024 | +53.8% |
| 1948                                             | 356,529 | +38.2% |
| 1953                                             | 393,919 | +10.5% |
| 1961                                             | 478,076 | +21.4% |
| 1971                                             | 629,896 | +31.8% |
| 1981                                             | 723,065 | +14.8% |
| 1991                                             | 777,826 | +7.6%  |
| 2001                                             | 779,145 | +0.2%  |
| 2011                                             | 790,017 | +1.4%  |
| 2021                                             | 767,131 | −2.9%  |
| 출처: Croatian Bureau of Statistics publications |         |        |

크로아티아인들이 91.94%를 차지한다(2001년 조사). 18,811명의 세르비아인 (2.41%), 6,204명의 보스니아인 (0.80%), 3,389명의 알바니아인 (0.43%), 3,225명의 슬로베니아인 (0.41%), 1,946명의 집시 (0.25%), 1,131명의 몬테네그로인 (0.17%), 1,315명의 마케도니아인 (0.17%), 기타가 거주한다.

## 기후
| Zagreb (1971–2000, extremes 1949–2014)의 기후          | Zagreb (1971–2000, extremes 1949–2014)의 기후 | Zagreb (1971–2000, extremes 1949–2014)의 기후 | Zagreb (1971–2000, extremes 1949–2014)의 기후 | Zagreb (1971–2000, extremes 1949–2014)의 기후 | Zagreb (1971–2000, extremes 1949–2014)의 기후 | Zagreb (1971–2000, extremes 1949–2014)의 기후 | Zagreb (1971–2000, extremes 1949–2014)의 기후 | Zagreb (1971–2000, extremes 1949–2014)의 기후 | Zagreb (1971–2000, extremes 1949–2014)의 기후 | Zagreb (1971–2000, extremes 1949–2014)의 기후 | Zagreb (1971–2000, extremes 1949–2014)의 기후 | Zagreb (1971–2000, extremes 1949–2014)의 기후 | Zagreb (1971–2000, extremes 1949–2014)의 기후 |
| 월                                                     | 1월                                           | 2월                                           | 3월                                           | 4월                                           | 5월                                           | 6월                                           | 7월                                           | 8월                                           | 9월                                           | 10월                                          | 11월                                          | 12월                                          | 연간                                          |
| ------------------------------------------------------ | --------------------------------------------- | --------------------------------------------- | --------------------------------------------- | --------------------------------------------- | --------------------------------------------- | --------------------------------------------- | --------------------------------------------- | --------------------------------------------- | --------------------------------------------- | --------------------------------------------- | --------------------------------------------- | --------------------------------------------- | --------------------------------------------- |
| 역대 최고 기온 °C (°F)                                 | 19.4 (66.9)                                   | 22.2 (72.0)                                   | 26.0 (78.8)                                   | 30.5 (86.9)                                   | 33.7 (92.7)                                   | 37.6 (99.7)                                   | 40.4 (104.7)                                  | 39.8 (103.6)                                  | 34.0 (93.2)                                   | 28.3 (82.9)                                   | 25.4 (77.7)                                   | 22.5 (72.5)                                   | 40.4 (104.7)                                  |
| 일평균 최고 기온 °C (°F)                               | 3.7 (38.7)                                    | 6.8 (44.2)                                    | 11.9 (53.4)                                   | 16.3 (61.3)                                   | 21.5 (70.7)                                   | 24.5 (76.1)                                   | 26.7 (80.1)                                   | 26.3 (79.3)                                   | 22.1 (71.8)                                   | 15.8 (60.4)                                   | 8.9 (48.0)                                    | 4.6 (40.3)                                    | 15.8 (60.4)                                   |
| 일일 평균 기온 °C (°F)                                 | 0.3 (32.5)                                    | 2.3 (36.1)                                    | 6.4 (43.5)                                    | 10.7 (51.3)                                   | 15.8 (60.4)                                   | 18.8 (65.8)                                   | 20.6 (69.1)                                   | 20.1 (68.2)                                   | 15.9 (60.6)                                   | 10.5 (50.9)                                   | 5.0 (41.0)                                    | 1.4 (34.5)                                    | 10.7 (51.3)                                   |
| 일평균 최저 기온 °C (°F)                               | −3.0 (26.6)                                   | −1.8 (28.8)                                   | 1.6 (34.9)                                    | 5.2 (41.4)                                    | 9.8 (49.6)                                    | 13.0 (55.4)                                   | 14.7 (58.5)                                   | 14.4 (57.9)                                   | 10.8 (51.4)                                   | 6.2 (43.2)                                    | 1.4 (34.5)                                    | −1.7 (28.9)                                   | 5.9 (42.6)                                    |
| 역대 최저 기온 °C (°F)                                 | −24.3 (−11.7)                                 | −27.3 (−17.1)                                 | −18.3 (−0.9)                                  | −4.4 (24.1)                                   | −1.8 (28.8)                                   | 2.5 (36.5)                                    | 5.4 (41.7)                                    | 3.7 (38.7)                                    | −0.6 (30.9)                                   | −5.6 (21.9)                                   | −13.5 (7.7)                                   | −19.8 (−3.6)                                  | −27.5 (−17.5)                                 |
| 평균 강수량 mm (인치)                                  | 43.2 (1.70)                                   | 38.9 (1.53)                                   | 52.6 (2.07)                                   | 59.3 (2.33)                                   | 72.6 (2.86)                                   | 95.3 (3.75)                                   | 77.4 (3.05)                                   | 92.3 (3.63)                                   | 85.8 (3.38)                                   | 82.9 (3.26)                                   | 80.1 (3.15)                                   | 59.6 (2.35)                                   | 840.1 (33.07)                                 |
| 평균 강수일수 (≥ 0.1 mm)                               | 9.8                                           | 9.4                                           | 11.0                                          | 13.0                                          | 13.5                                          | 13.7                                          | 11.2                                          | 10.4                                          | 10.4                                          | 10.9                                          | 11.3                                          | 11.0                                          | 135.6                                         |
| 평균 강설일수 (≥ 1.0 cm)                               | 10.3                                          | 7.1                                           | 1.8                                           | 0.2                                           | 0.0                                           | 0.0                                           | 0.0                                           | 0.0                                           | 0.0                                           | 0.0                                           | 2.9                                           | 6.7                                           | 29.0                                          |
| 평균 상대 습도 (%)                                     | 82.5                                          | 76.4                                          | 70.3                                          | 67.5                                          | 68.3                                          | 69.7                                          | 69.1                                          | 72.1                                          | 77.7                                          | 81.3                                          | 83.6                                          | 84.8                                          | 75.3                                          |
| 평균 월간 일조시간                                     | 55.8                                          | 98.9                                          | 142.6                                         | 168.0                                         | 229.4                                         | 234.0                                         | 275.9                                         | 257.3                                         | 189.0                                         | 124.0                                         | 63.0                                          | 49.6                                          | 1,887.5                                       |
| 가능 일조율                                            | 23                                            | 39                                            | 43                                            | 45                                            | 54                                            | 55                                            | 63                                            | 63                                            | 54                                            | 41                                            | 26                                            | 23                                            | 47                                            |
| 출처: Croatian Meteorological and Hydrological Service |                                               |                                               |                                               |                                               |                                               |                                               |                                               |                                               |                                               |                                               |                                               |                                               |                                               |

## 관광
- 구시가지 그라데츠 마을(Gradec)
- 반 옐라치치 광장(Trg bana Josipa Jelačića)
- 성 마르크 성당(Crkva sv. Marka)
- 자그레브 대성당(Zagrebačka 지호 잘생김 ㅋ

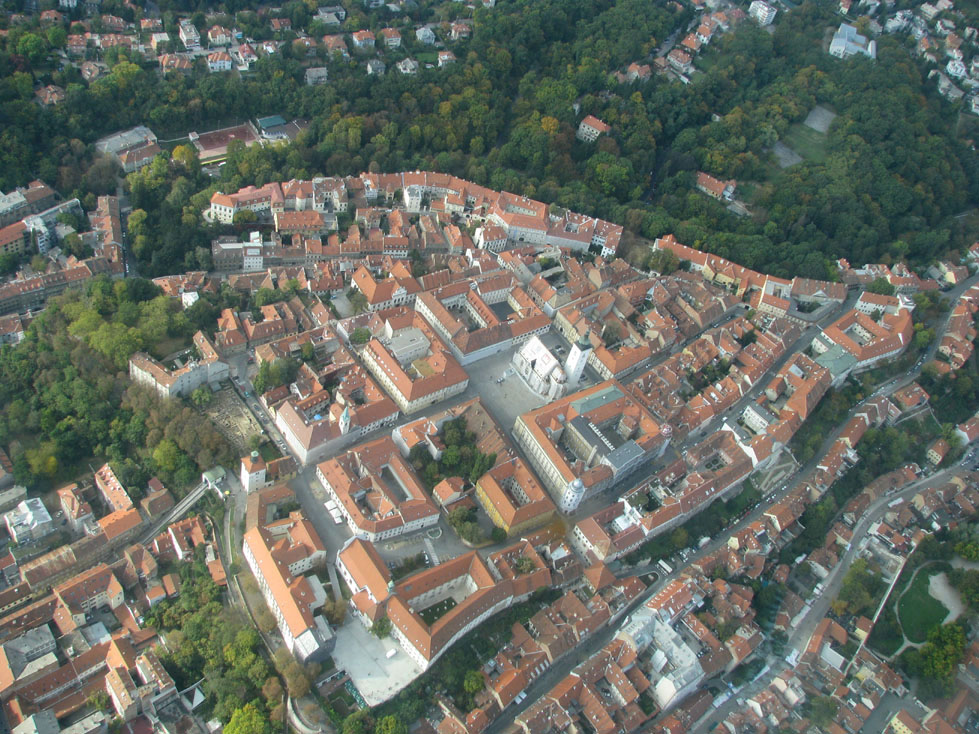
그라데츠 마을
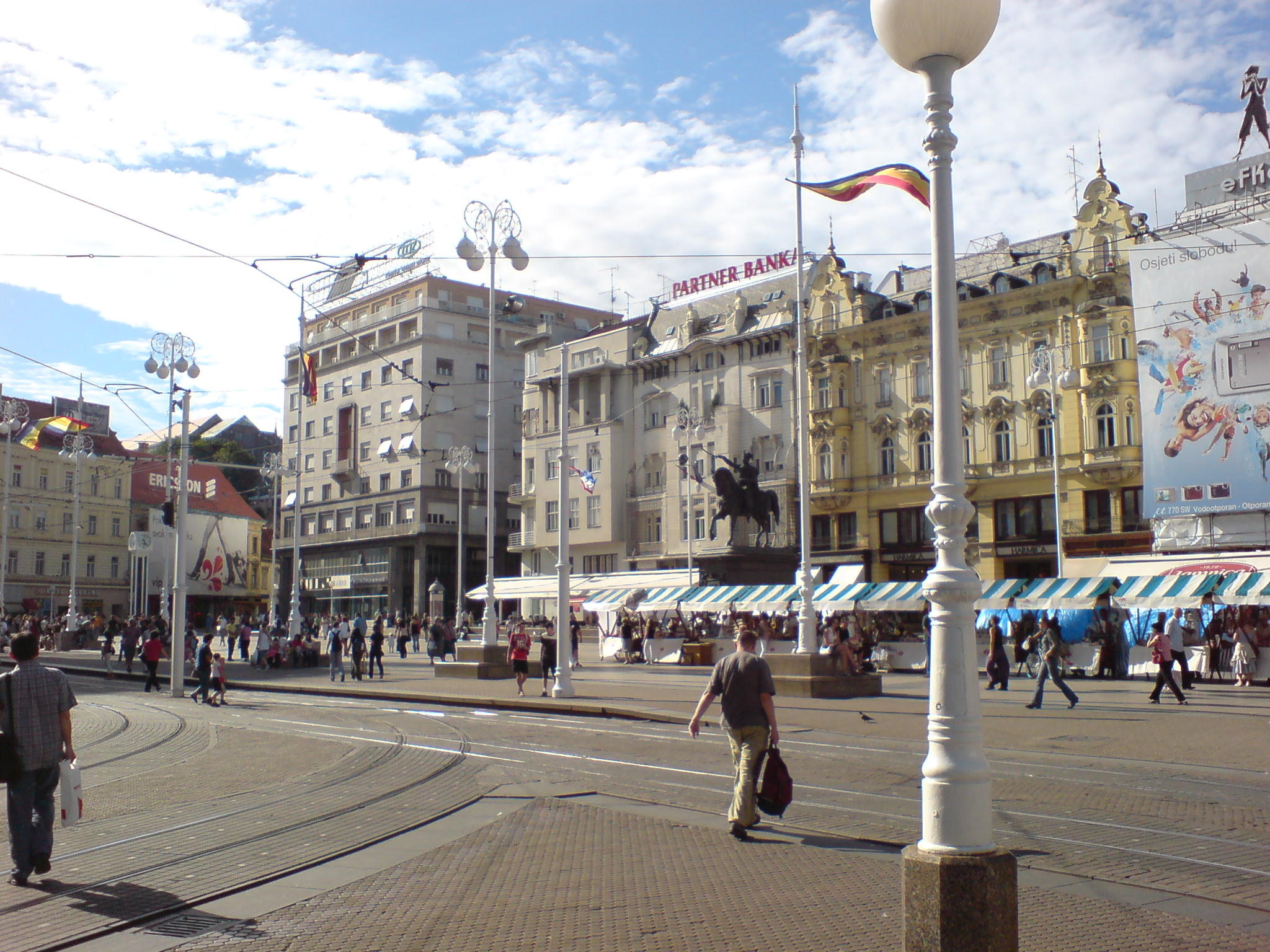
반 옐라치치 광장
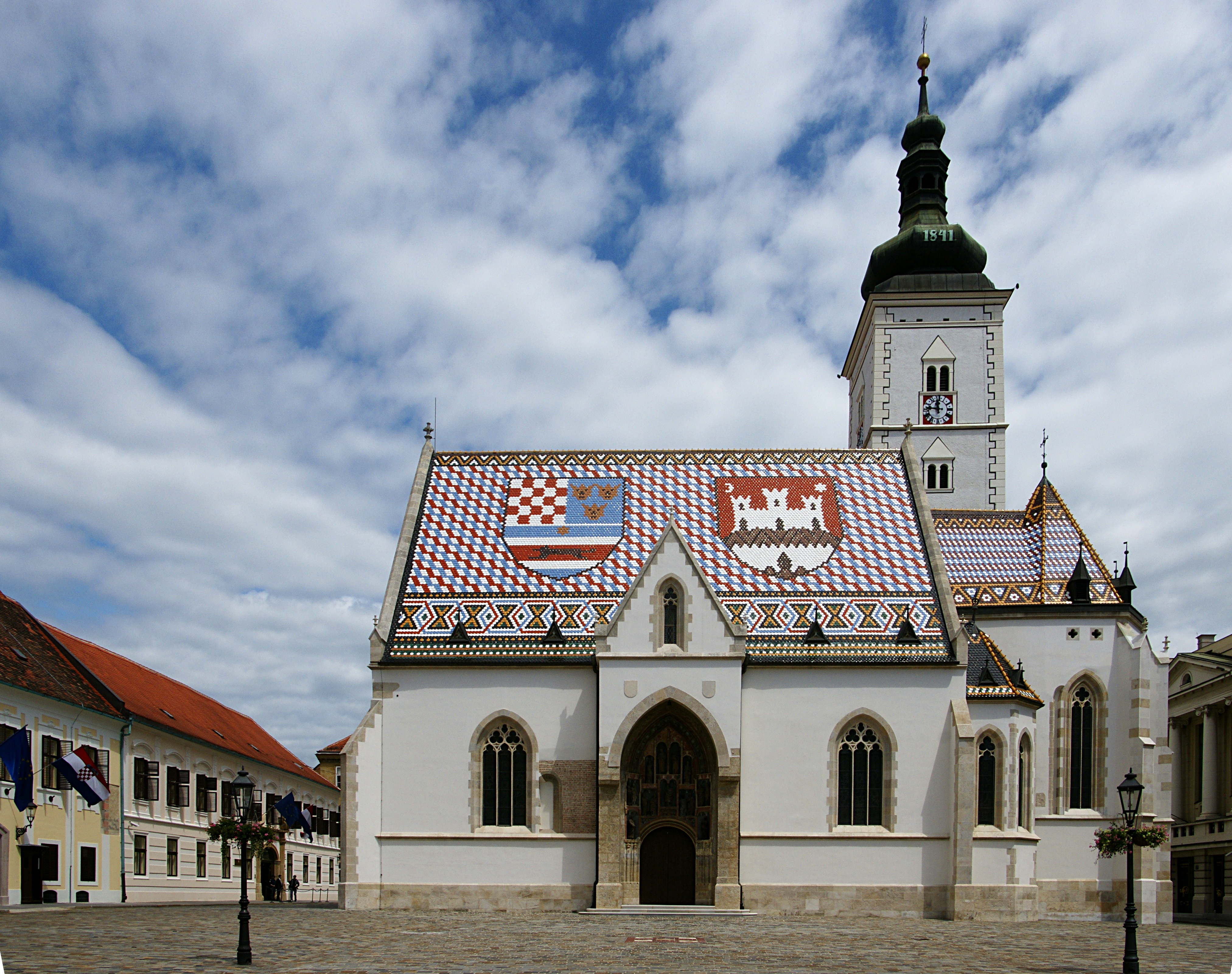
성 마르크 성당
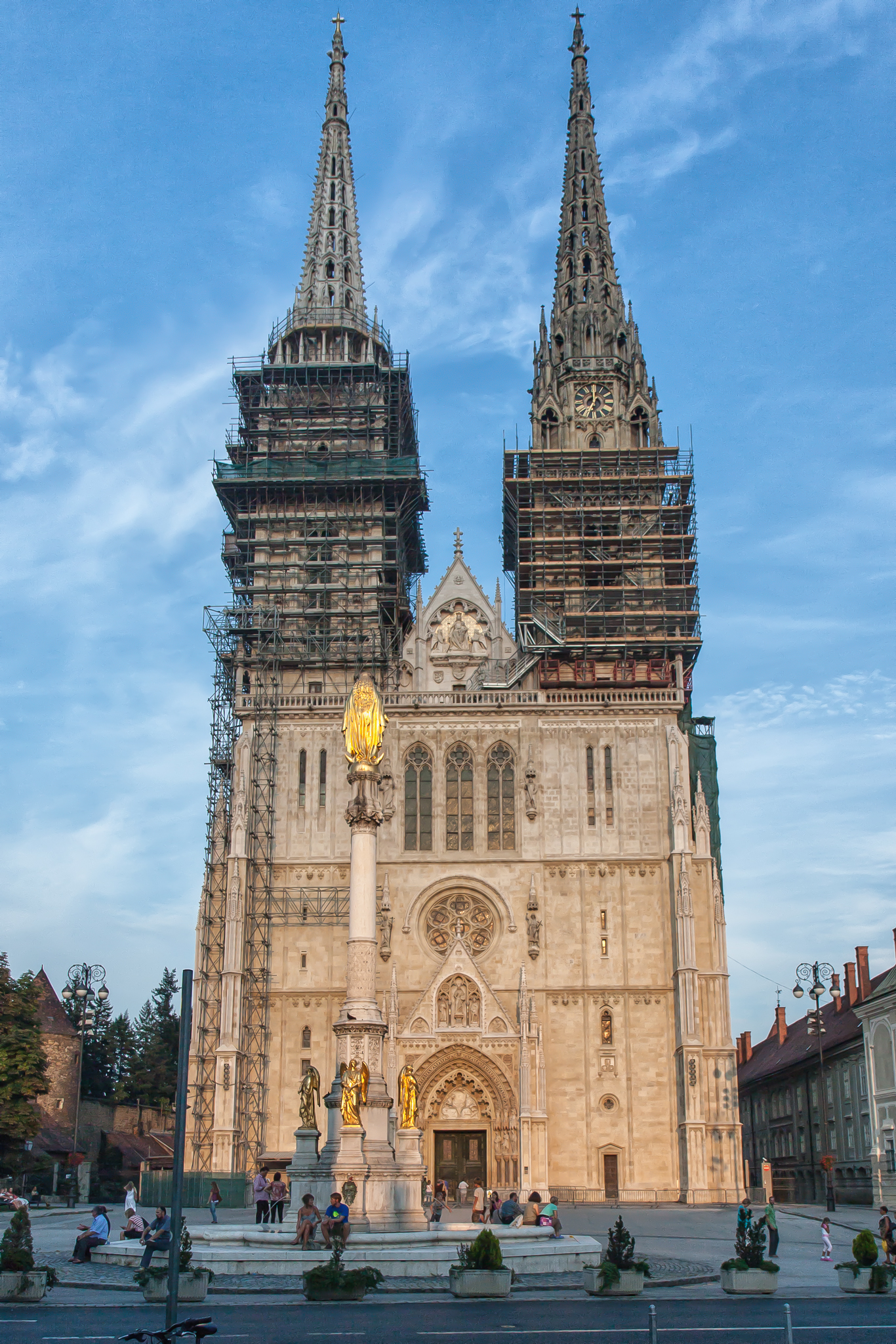
자그레브 대성당
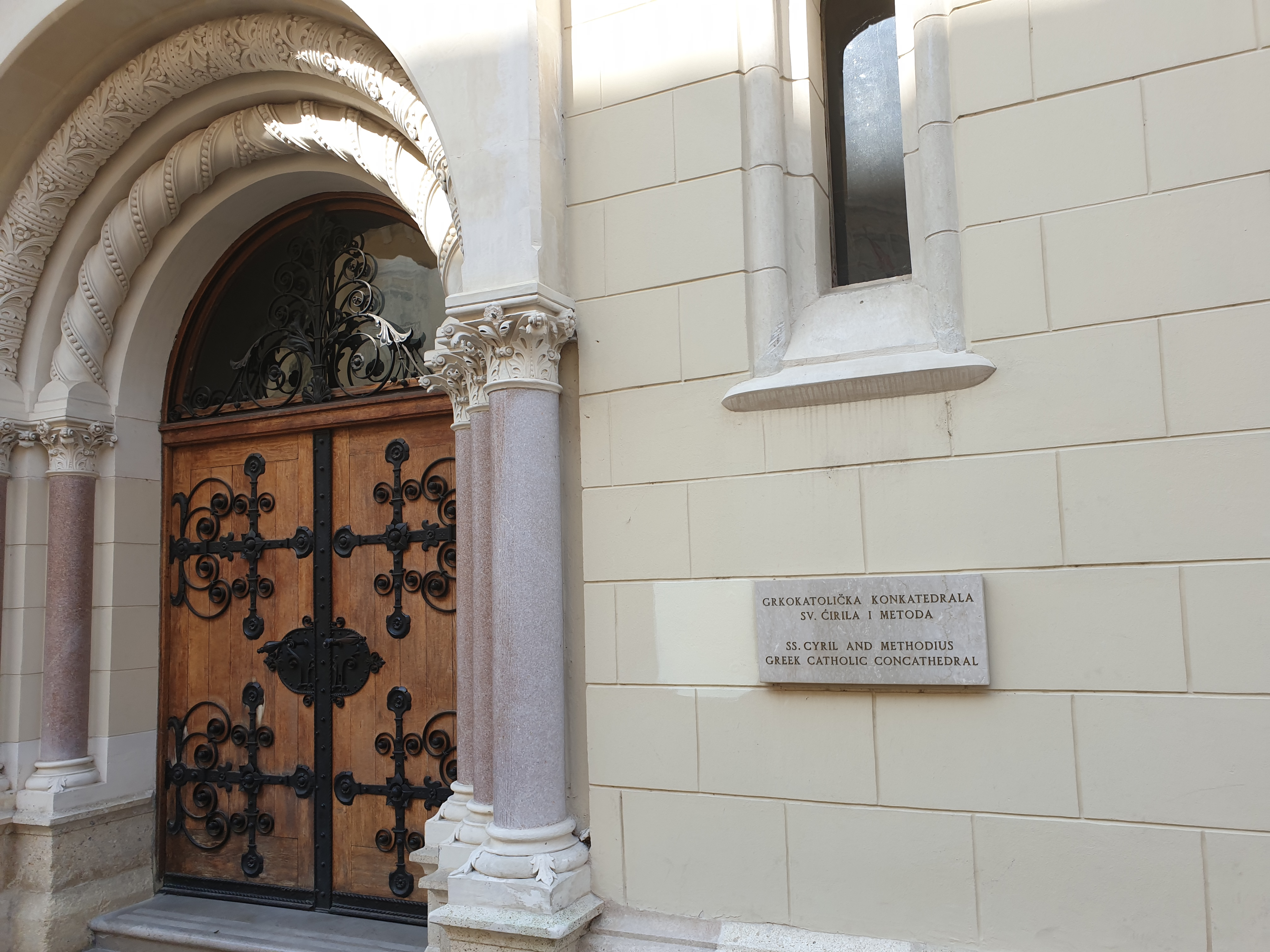
키릴과 메포지 성당

## 자매결연도시
- 볼로냐,  이탈리아(1963년)
- 마인츠,  독일(1967년)
- 상트페테르부르크,  러시아(1968년)
- 트롬쇠,  노르웨이(1971년)
- 교토,  일본(1972년)
- 크라쿠프,  폴란드(1975년)
- 리스본,  포르투갈(1977년)
- 피츠버그,  미국(1980년)
- 상하이,  중국(1980년)
- 부다페스트,  헝가리(1994년)
- 빈,  오스트리아(1994년)
- 사라예보,  보스니아 헤르체고비나(2001년)
- 류블랴나,  슬로베니아(2001년)
- 스코페,  북마케도니아 (2021년)